# João II, Duque da Bretanha
João II (3 de janeiro de 1239 — 18 de novembro de 1305) foi duque da Bretanha e conde de Richmond.

## Biografia
Foi o primogênito do duque João I da Bretanha e da infanta Branca de Navarra , filha do rei Teobaldo I de Navarra.
Em 1268, seu pai abdicou do condado de Richmond a seu favor. Em 1270, junto com os pais, acompanhou o rei Luís IX da França em sua cruzada à Tunísia e depois participou de batalhas na Palestina, retornando para a Europa dois anos depois. Em 1286, sucedeu seu pai como duque da Bretanha. Nos anos seguintes, mudou repetidamente de lado nas guerras entre Eduardo I da Inglaterra e Filipe IV da França, que o tornou par da França, em 1297.
João morreu aos 66 anos, em Lião, durante os festejos da celebração do papa Clemente V. Tantos espectadores haviam subido nas paredes que uma delas desmoronou e caiu sobre sua cabeça. O papa, por sua vez, não sofreu ferimentos.

### Casamento e descendências
Em 22 de janeiro de 1260, João casou com Beatriz de Inglaterra, filha do rei Henrique III de Inglaterra e de Leonor da Provença. Eles tiveram seis filhos:
1. Artur II (1262-1312), duque da Bretanha;
2. João (1266-1334), conde de Richmond;
3. Maria (1268-1339), esposa de Guido IV, conde de Saint-Pol;
4. Pedro (1269-1312), visconde de Léon;
5. Branca (1270-1327), esposa de Filipe d'Artois, senhor de Conches;
6. Leonor (1275-1342), freira e depois abadessa de Fontevrault.